# Kerrie Perkins
Kerrie Perkins, przez pewien czas Kerrie Taurima (ur. 2 kwietnia 1979) – australijska lekkoatletka, specjalistka skoku w dal, wicemistrzyni igrzysk Wspólnoty Narodów.

## Kariera sportowa
Odpadła w kwalifikacjach skoku w dal na mistrzostwach świata juniorów w 1998 w Annecy oraz na uniwersjadzie w 1999 w Palma de Mallorca. Na uniwersjadzie w 2003 w Daegu zajęła 4. miejsce.
Zdobyła srebrny medal na igrzyskach Wspólnoty Narodów w 2006 w Melbourne, przegrywając jedynie ze swą koleżanką z reprezentacji Australii Bronwyn Thompson, a wyprzedzając Céline Laporte z Seszeli.
Perkins była mistrzynią Australii w skoku w dal w 2003/2004, 2004/2005, 2010/2011, 20111/2012 i 2012/2013 oraz wicemistrzynią w 1998/1999, 2001/2002, 2002/2003, 2005/2006, 2007/2008 i 2009/2010.
Jej rekord życiowy w skoku w dal wynosi 6,63, ustanowiony 26 maja 2012 w Gold Coast.

## Życie prywatne
Jej mężem był do 2010 Jai Taurima, australijski lekkoatleta, wicemistrz olimpijski w skoku w dal z 2000.